# God Bless America (phim)
Chúa ban ơn nước Mỹ (tiếng Anh: God bless America), phim châm biếm chính trị và hài của đạo diễn Bobcat Goldthwait, và các ngôi sao Joel Murray, Tara Lynne Barr và Mackenzie Brooke Smith, công chiếu tại Liên hoan phim quốc tế Toronto năm 2011, và tại các rạp dự kiến tháng 5.2012.

## Diễn viên
- Joel Murray... Frank
- Tara Lynne Barr... Roxy
- Mackenzie Brooke Smith... Ava
- Melinda Page Hamilton... Alison
- Rich McDonald... Brad
- Guerrin Gardner... Tapon-Throwing Tuff Gurl
- Kellie Ramdhanie... Melissa Tuff Gurl
- Andrea Harper... Roxy's Mother
- David Mendenhall... Roxy's Father
- Juliana Acosta... Press Conference Reporter
- Steve Agee... Crew Member
- Iris Almario... Reporter
- Aris Alvarado... Steve Clark
- Carson Aune... Boy Who Gets Shot in Movie Theater #2
- Ellen Baker... PR Rep for Pop Stars

## Liên kết
- Website chính thức
- God Bless America trên Internet Movie Database
- God Bless America Trailer Lưu trữ ngày 16 tháng 5 năm 2012 tại Wayback Machine on Hulu
- God Bless America "Red Band" Trailer Sticks Its Middle Finger Up at Pop Culture Lưu trữ ngày 22 tháng 9 năm 2015 tại Wayback Machine
- God Bless America and the Unlikely Directing Career of Bobcat Goldthwait